# Linnaemya montshadskyi
Linnaemya montshadskyi là một loài ruồi trong họ Tachinidae.